# 小林恵里子 (モデル)
小林 恵里子（こばやし えりこ）は、日本のモデル、ライタ－。

## 人物
- 父親の仕事の関係で、幼少時から8才までイギリス・ロンドンで生活。
- 日本に帰国後、明治大学付属中野八王子高等学校を経て、明治大学短期大学経済学科卒業。同年、SONYに入社。
- 1989年、第21回ミス日本コンテストに出場し、「準ミス日本」に選出され、以後モデルとして活動を開始。
- モデルとしては、「オスカープロモーション」を経て、現在は「SOSモデルエージェンシー」に所属。
- その後、モデル業と並行してライター業も開始し、雑誌連載などをもつ。

## ライター

### 雑誌連載等
- 「Oh!PC」連載「小林恵里子のホームページで遊ぼう」
- 「PC STYLE21」連載「小林恵里子の i-loveコミュニケーション」
- 「DOS/V magazine」連載「小林恵里子のこんなソフトが欲しかった」
- 「日経PCビギナーズ」
- 「YAHOO！ JAPAN Internet Guide」
- 「iNTERNET magazine」
- 「PC Life」
- 「PC Computing」
- 「パソコン購入ガイド」ほか

## モデル

### 出演
テレビ
- 「L4 YOU!」(テレ東)
- 「USO」（ANB）
- 「ハンマープライス」（CX）
- 「ポシュレ」（テレビショッピング）（NTV）
- 「ロングバケーション」（CX）
- 「テレビ近未来研究所」（TBS）
- 「SMAP　SMAP」（CX） ほか

映画
- 「東京タワー」（2007年）

### CM
- ニチイ学館ホームヘルパー2級講座
- リンレイ「オールフローリングワックス」
- 花王「ブローネナチュラル」
- ドモホルンリンクル
- DHC
- 七十七銀行
- アースレットW　ほか

### 雑誌
- 美・STORY
- MINE
- SAITA
- サンキュ！
- With
- BALOON
- TANTO
- すてきな奥さん
- オレンジページ
- 日経ウーマン
- おとなのいい旅
- 着物に似合うアップスタイル
- 日経おとなのOFF
- ゼクシィ　ほか